# 我們十七歲
《我们十七岁》是由浙江卫视联合汉鼎宇佑传媒和华策天映传媒共同出品的国内首档大型明星逆时光旅行类真人秀，节目共13期。节目六位固定成员是郭富城、林志颖、孙杨、华少、范明、韩东君。
重回青春时期，开始一段放肆的青春旅行。在这场欢乐旅程中，节目不仅会呈现六位嘉宾一路同行的酸甜苦辣，还将展现大江南北的风土人情和传统文化，观众在欢笑之余，也能收获感动和成长。
节目于2016年12月10日起每周六晚20:30接档《喜剧总动员》在浙江卫视首播，与《食在囧途》叠播。

## 节目形式
《我们十七岁》是一档大型明星逆时光旅行真人秀。在《我们十七岁》节目中，6位顶级明星将重回青春时期的集体旅行生活，根据制定的“愿望清单”，集合出发，像一群十七岁的年轻人一样，带着一种放肆的心情展开一段集体的青春爆笑旅行。他们将以少年时代野生的方式去探寻中国不为人知的美食、美景；他们会像一群长不大的孩子再度对生活、对世界产生了好奇，在一路疯狂的过程中不但探索了生活的美丽，也更探索了内心深处的自己，这将是一段寻回初心的暖心旅程。节目由六名嘉宾组成固定阵容，结伴出游。他们在行程里要面对交通、晚餐、住所甚至天气等多种实际问题，通过他们自身的努力不断克服，让观众感受到一个真实可爱的囧途。

## 成员
| 姓名   | 参与时年龄 | 集数 |
| ------ | ---------- | ---- |
| 郭富城 | 51         | 全季 |
| 林志颖 | 42         | 全季 |
| 孙杨   | 25         | 1-10 |
| 华少   | 35         | 全季 |
| 范明   | 52         | 全季 |
| 韩东君 | 24         | 全季 |

## 嘉宾
| 姓名   | 参与时年龄 | 集数       |
| ------ | ---------- | ---------- |
| 张亮   | 34         | 3          |
| 于荣光 | 58         | 6          |
| 邹兆龙 | 49         | 6          |
| 陈瑶   | 22         | 8          |
| 海陆   | 31         | 8          |
| 王妍之 | 23         | 8          |
| 周奇奇 | 30         | 8          |
| 欧弟   | 37         | 10         |
| 吴建飞 | 33         | 11、12、13 |
| 魏大勋 | 27         | 12、13     |

## 電視節目的變遷
| 中国大陆 浙江卫视 星期六 20:30—22:00                                                                  | 中国大陆 浙江卫视 星期六 20:30—22:00        | 中国大陆 浙江卫视 星期六 20:30—22:00                                |
| --- | ------------------------------------------- | ------------------------------------------------------------------- |
| | 我们十七岁 （2016年12月10日—2017年3月11日） |                                                                     |
| 喜剧总动员 （2016年9月10日—2016年11月26日）                                                           | 高能少年团 （2017年4月1日—2017年6月24日）   |                                                                     |
| 马来西亚 Astro全佳HD 星期六 21:30—23:00 · 9月2日 21:30—23:30 · 9月17日起，改为每周日21:40—23:00播出。 |                                             |                                                                     |
| 我想和你唱（第二季） （2017年4月29日—2017年7月15日）                                                  | 我们十七岁 （2017年7月22日—2017年10月15日） | 漂亮的房子 （2017年10月22日—2018年）                                |
| 臺灣 中天綜合台 星期日 20:00—21:30                                                                    |                                             |                                                                     |
| 蒙面歌王（重播） （2017年8月6日—2017年10月15日）                                                      | 我們十七歲 （2017年10月22日—2018年1月14日） | 爸爸去哪儿（第五季）（20:00—22:00） （2018年1月21日—2018年4月22日） |
| 星期日 20:30—22:00                                                                                    |                                             |                                                                     |
| 中餐廳（第二季） （2019年1月16日—2019年3月24日）                                                      | 我們十七歲 （2019年4月7日—2019年6月13日）   | 待定                                                                |

## 外部連結
- 豆瓣电影上《我們十七歲》的資料 （简体中文）
- 我們十七歲 - 愛奇藝台灣站 （页面存档备份，存于）
- 我們十七歲 - 樂視視頻 （页面存档备份，存于）